# 6 Heures de Zhuhai
Les 6 Heures de Zhuhai sont une épreuve d'endurance réservée aux voitures de sport (ou Sport-prototypes) et voitures grand tourisme (GT), qui se tient sur le tracé du Circuit international de Zhuhai à Zhuhai, dans la province du Guangdong en Chine. Cette course a été inaugurée lors de la finale de la première Intercontinental Le Mans Cup en 2010.

## Histoire
La première course automobile internationale en Chine a eu lieu en 1994 dans les rues de Zhuhai lors de la finale du Championnat BPR. Cette course est disputée sur le circuit urbain de Zhuhai de 1994 à 1996 avant la construction du circuit. Le Championnat FIA GT fait de nouveau escale à quatre reprises sur le nouveau circuit entre 1999 et 2007. Le succès de ces courses de grand tourisme et la localisation du circuit dans une région où l'industrie automobile est présente ont séduit l'ACO pour ancrer l'Intercontinental Le Mans Cup en Asie.
Alors que la première course en 2010 a eu lieu sur un format de 1 000 km, la course prend le format de 6 Heures en 2011 tout en restant la finale du championnat.

## Palmarès

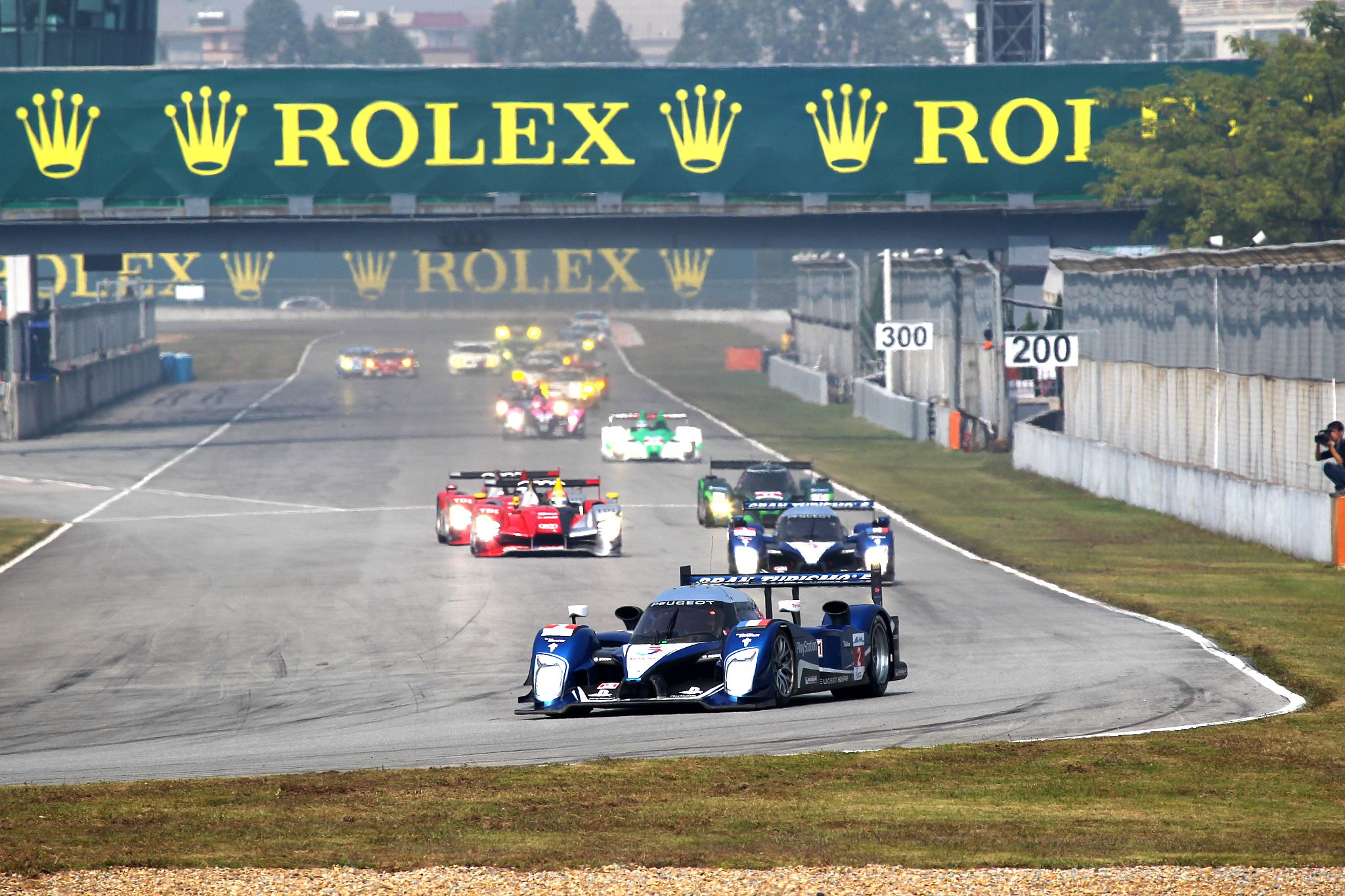
Le départ de la course 2010

| Année | Pilotes                             | Équipe              | Voiture             | Distance/Durée | Championnat                       |
| ----- | ----------------------------------- | ------------------- | ------------------- | -------------- | --------------------------------- |
| 2010  | Franck Montagny Stéphane Sarrazin   | Team Peugeot Total  | Peugeot 908 HDi FAP | 1 000 km       | Intercontinental Le Mans Cup 2010 |
| 2011  | Sébastien Bourdais Anthony Davidson | Peugeot Sport Total | Peugeot 908         | 6 heures       | Intercontinental Le Mans Cup 2011 |
| 2012  | Pas de course                       | Pas de course       | Pas de course       | Pas de course  | Pas de course                     |
| 2013  | Ho-Pin Tung David Cheng Shaun Tong  | OAK Racing          | Morgan LMP2         | 3 heures       | Asian Le Mans Series 2013         |